# Pocket Full of Kryptonite
Albums de Spin Doctors
Up for Grabs...Live
(1990) Homebelly Groove...Live
(1992)
Singles
1. Little Miss Can't Be Wrong
Sortie : juin 1992
2. Jimmy Olsen's Blues
Sortie : novembre 1992
3. Two Princes
Sortie : janvier 1993
4. What Time Is It?
Sortie : mai 1993
5. How Could You Want Him...?
Sortie : août 1993

Pocket Full of Kryptonite est le premier album studio du groupe de rock new-yorkais Spin Doctors. Il est sorti le 27 août 1991 sur le label Epic Records.

## Historique
Après la sortie de Up for Grabs...Live, le premier album en public des Spin Doctors, ceux-ci entrèrent en studio pour enregistrer leur premier album. L'enregistrement se passa en août et décembre 1990 dans deux différents studios de New York, le Power Station et le RPM studio et aux ACME Recording Studios à Mamaroneck dans le comté de Westchester.
L'album ne se vendit pas très bien jusqu'à ce que le premier single Little Miss Can't Be Wrong soit diffusé sur MTV et par les radios. Le single Two Princes (#7 US) enfonça le clou et les ventes de l'album décollèrent. Il se vendit à plus de dix millions d'exemplaires à travers le monde dont cinq rien qu'aux États-Unis.
Pocket Full of Kryptonite atteignit la 3e place du Billboard 200 le 24 avril 1993 et la 1re place du chart Top Heatseekers (chart des ventes d'album)  aux États-Unis.
Le titre de l'album est une claire allusion à Superman le super-héros des comics américains et à son point faible, la kryptonite. Le journaliste de la bande dessinée et ami de Superman, Jimmy Olsen est aussi cité dans le premier titre de l'album.

## Liste des titres
- Tous les titres sont composés par les Spin Doctors sauf indications.

### Version originale
1. Jimmy Olsen's Blues - 4:38
2. What Time Is It? - 4:50
3. Little Miss Can't Be Wrong - 3:54
4. Forty or Fifty - 4:23
5. Refrigerator Car - 4:46
6. More Than She Knows (Schenkman / S. Lambert / G. Clarke / J.P. Fitting) - 2:12
7. Two Princes - 4:18
8. Off My Line (Spin Doctors / Schenkman / J. Bell) - 3:58
9. How Could You Want Him (When You Know You Could Have Me?) - 4:59
10. Shinbone Alley / Hard to Exist (Spin Doctors / Barron / Comess / Popper / Schenkman) - 12:42

### Special European Edition
1. Yo Mamas a Pajama (live) - 4:02
2. Sweet Widow (live) 11:38
3. Stepped On a Crack (live) - 4:02

## Musiciens du groupe
- Christopher Barron : chant principal
- Aaron Comess : batterie, percussions, orgue Hammond et chœurs sur Little Miss Can't Be Wrong, congas sur Forty or Fifty
- Eric Schenkman : guitares, piano sur Forty or Fifty, chant principal sur Off My Line
- Mark White : basse

## Musiciens additionnels
- John Popper : harmonica sur More Than She knows et Off My Line, chœurs et inspiration sur Two Princes
- John Bush : congas sur How Could You Want Him..., tambourin sur Off My Line

## Charts & certifications

### Album
Charts
| Pays                                 | Durée du classement | Meilleur classement | Date              |
| ------------------------------------ | ------------------- | ------------------- | ----------------- |
| Allemagne (GfK Entertainment)        | 24 semaines         | 5e                  | 9 août 1993       |
| Australie (ARIA Charts)              | 22 semaines         | 1er                 | 6 juin 1993       |
| Autriche (Ö3 Austria Top 40)         | 16 semaines         | 3e                  | 29 août 1993      |
| Canada (RPM)                         | 43 semaines         | 1er                 | 15 mai 1993       |
| Écosse (Scottish Album Chart)        | 8 semaines          | 14e                 | 3 juillet 1994    |
| États-Unis (Billboard 200)           | 115 semaines        | 3e                  | 24 avril 1993     |
| France (SNEP)                        | 10 semaines         | 5e                  | 12 septembre 1993 |
| Norvège (VG-lista)                   | 13 semaines         | 2e                  | 5 juillet 1993    |
| Nouvelle-Zélande (RMNZ Albums Top40) | 24 semaines         | 1er                 | 20 juin 1993      |
| Pays-Bas (MegaCharts)                | 25 semaines         | 13e                 | 3 juillet 1993    |
| Royaume-Uni (UK Albums Chart)        | 63 semaines         | 2e                  | 22 août 1993      |
| Suède (Sverigetopplistan)            | 9 semaines          | 4e                  | 16 juin 1993      |
| Suisse (Schweizer Hitparade)         | 18 semaines         | 7e                  | 22 août 1993      |

Certifications
| Pays             | Certification | Ventes      | Date               |
| ---------------- | ------------- | ----------- | ------------------ |
| Allemagne        | Or            | 250 000 +   | 1993               |
| Australie        | Platine       | 70 000 +    | 1993               |
| Autriche         | Or            | 25 000 +    | 14 octobre 1994    |
| Canada           | 4 × Platine   | 400 000 +   | 31 août 1993       |
| États-Unis       | 5 × Platine   | 5 000 000 + | 22 août 1995       |
| France           | Or            | 100 000 +   | 1994               |
| Nouvelle-Zélande | Or            | 7 500 +     | 20 juin 1993       |
| Royaume-Uni      | Platine       | 300 000 +   | 1er septembre 1993 |

### Singles
Little Miss Can't Be Wrong
| Chart                  | Durée du classement | Position | Date              |
| ---------------------- | ------------------- | -------- | ----------------- |
| Hot 100                | 20 semaines         | 17e      | 26 décembre 1992  |
| Mainstream Rock Tracks | 30 semaines         | 2e       | 15 août 1992      |
| Single Top 100         | 7 semaines          | 32e      | 27 septembre 1993 |
| ARIA Charts            | 13 semaines         | 16e      | 28 février 1993   |
| (V) Ultratop           | 4 semaines          | 26e      | 23 octobre 1993   |
| RPM Top Singles        | 12 semaines         | 47e      | 19 décembre 1992  |
| IRMA                   | 1 semaine           | 27e      | 12 août 1993      |
| RMNZ Singles Top40     | 16 semaines         | 5e       | 9 mai 1993        |
| Mega Top 50            | 4 semaines          | 28e      | 2 octobre 1993    |

Two Princes
Jimmy Olsen's Blues
| Chart                  | Durée du classement | Position | Date             |
| ---------------------- | ------------------- | -------- | ---------------- |
| Hot 100                | 9 semaines          | 78e      | 23 octobre 1993  |
| Mainstream Rock Tracks | 19 semaines         | 8e       | 19 décembre 1992 |
| RMNZ Singles Top40     | 7 semaines          | 23e      | 15 août 1993     |
| UK Singles Chart       | 2 semaines          | 40e      | 3 octobre 1993   |

What Time Is It?
| Chart                  | Durée du classement | Position | Date            |
| ---------------------- | ------------------- | -------- | --------------- |
| Mainstream Rock Tracks | 6 semaines          | 26e      | 29 mai 1993     |
| UK Singles Chart       | 1 semaine           | 56e      | 4 décembre 1993 |
| RPM Top Singles        | 4 semaines          | 52e      | 19 juin 1993    |

How Could You Want Him...
| Chart                  | Durée du classement | Position | Date              |
| ---------------------- | ------------------- | -------- | ----------------- |
| Mainstream Rock Tracks | 7 semaines          | 28e      | 4 septembre 1993  |
| RPM Top Singles        | 9 semaines          | 47e      | 11 septembre 1993 |